# 蔣曰杞
蔣曰杞（1717年—1778年），字南山，號守愚，江南蘇州府吳縣人，清朝政治人物。

## 生平
蔣曰杞為蘇州婁關蔣氏家族蔣燦玄孫。祖父蔣之逵，父蔣文瀾，母為蔣文瀾側室李氏（1697-1760）。有同父異母兄長蔣曰樑、蔣曰棠等。
蔣曰杞為吳縣監生，乾隆十六年（1751年）籤掣選直隸宣化府通判，署龍門縣知縣，授承德郎，後署寶坻縣知縣，十九年（1754年）署灤州知州，二十三年（1758年）調通州知州，誥授奉直大夫。二十五年（1760年）丁母憂，服闋，揀發雲南，歷署賓川州知州、霑益州知州，二十八年（1763年）十月任宣威州知州，調姚安府知府，後任騰越州知州兼署保山縣知縣，三十四年（1769年）第四次清緬戰爭期間支援補給有功，後因失察段思瑞越境案遭降職，致仕歸里，四十三年（1778年）夏卒於家。

## 家庭
夫人為黃公望裔孫黃泰（字韻山，號瞻庭，乾隆五十九年（1794年）甲寅恩科順天鄉試舉人）女；側室呂氏與潘氏。有七子：蔣曾炘、蔣曾炤、蔣曾烜、蔣曾煌、蔣曾燽（早殤）、蔣曾灼及蔣曾煇。